# Ballıca, Pazar
Ballıca là một xã thuộc huyện Pazar, tỉnh Tokat, Thổ Nhĩ Kỳ. Dân số thời điểm năm 2011 là 77 người.